# Govern de Catalunya 2016-2017
El Govern de Catalunya 2016-2017 va ser presidit per Carles Puigdemont i tenia com a objectiu principal l'organització d'un referèndum sobre la independència de Catalunya. Succeeix a l'anterior govern 2012-2016. Va ser destituït en conjunt per part del Govern espanyol després de l'aprovació de l'aplicació de l'article 155 de la Constitució espanyola pel Senat. Aquest article fou aplicat després d'aprovar-se la Declaració d'Independència de Catalunya per part del Parlament de Catalunya.

## Cronologia

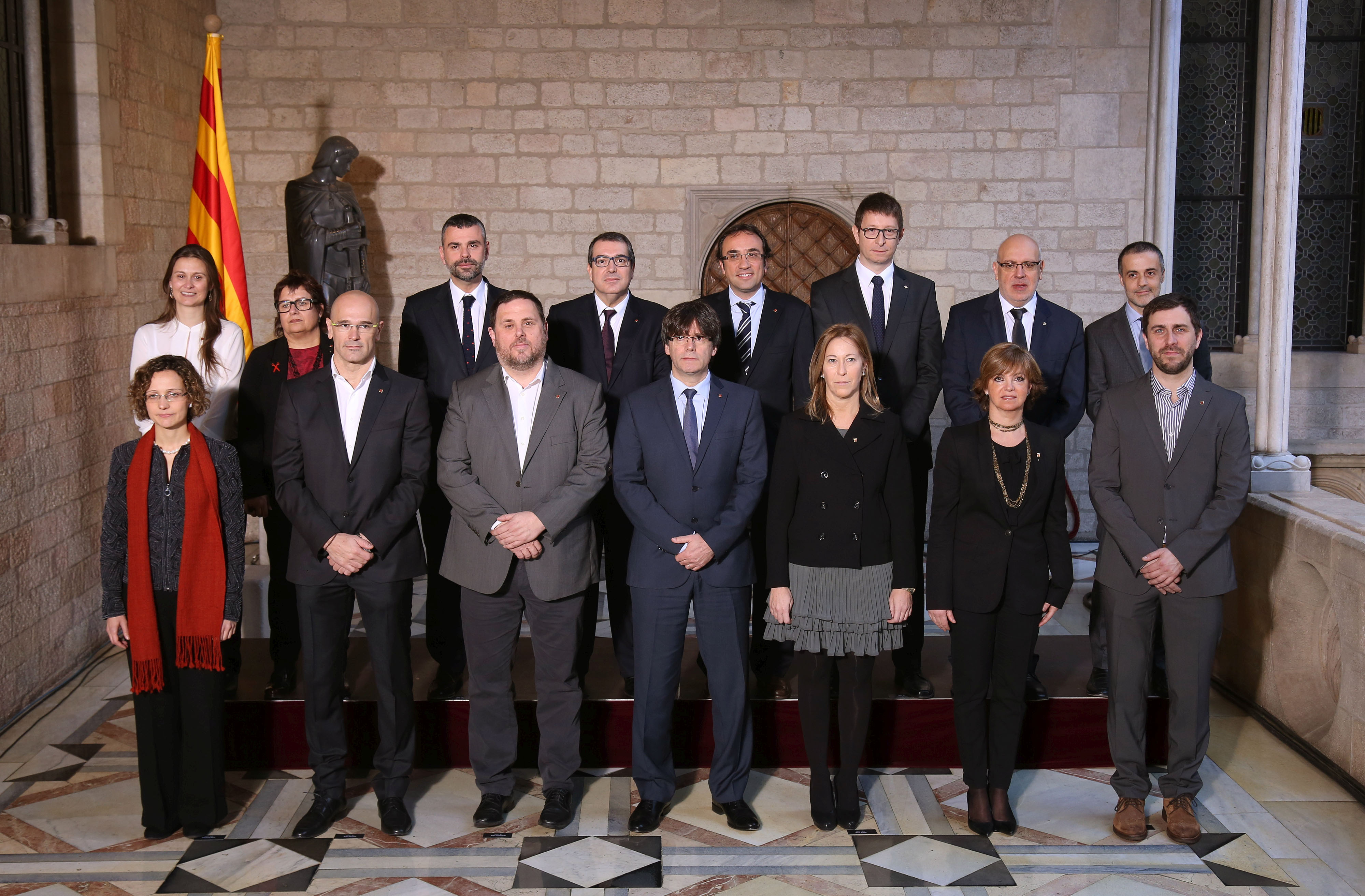
Foto oficial dels membres del govern (14 de gener de 2016, Barcelona)

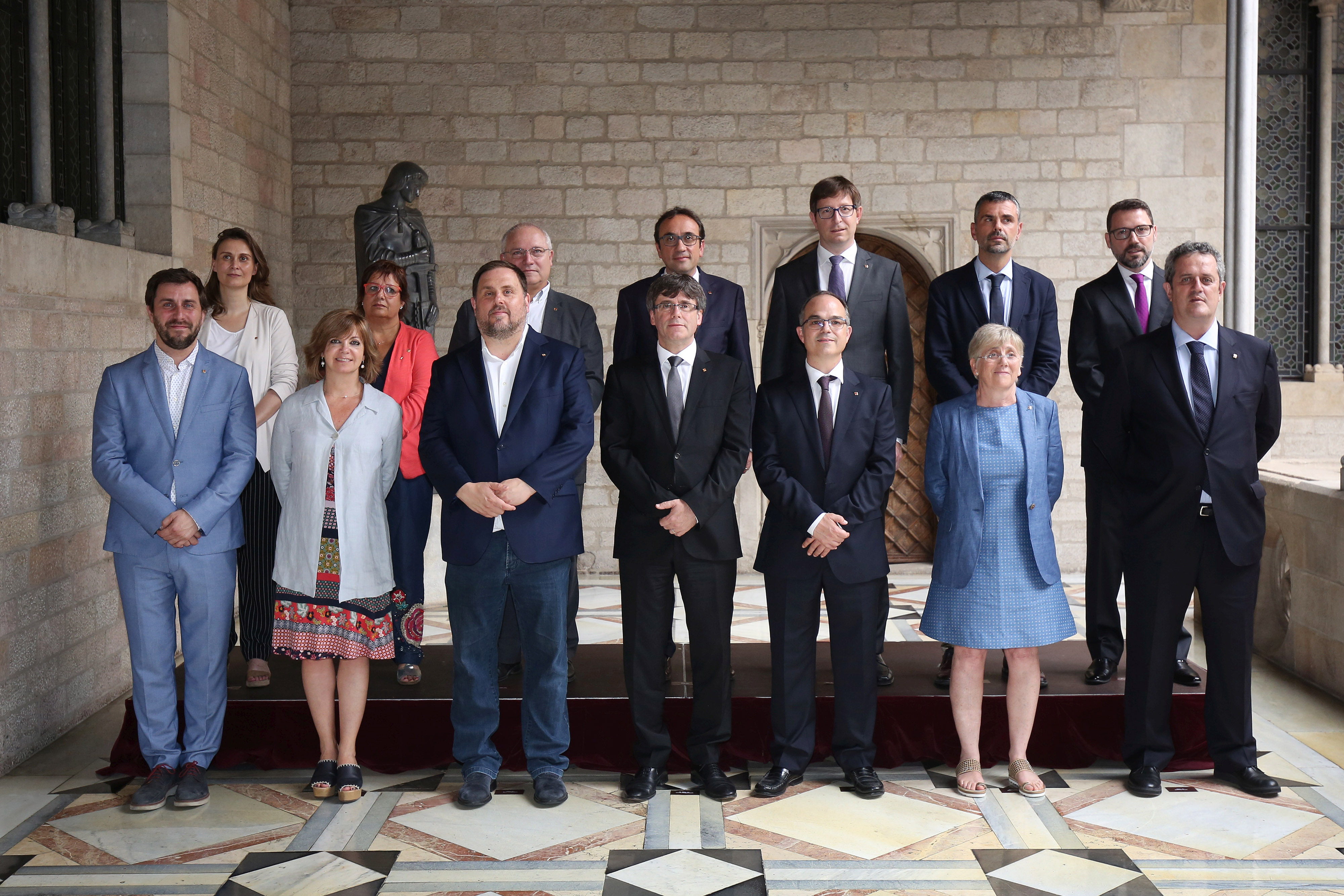
Foto oficial dels membres del govern (14 de juliol de 2017, Barcelona)

Després de les eleccions al Parlament de Catalunya del 27 de setembre de 2015 i les llargues negociacions entre Junts pel Sí i la Candidatura d'Unitat Popular - Crida Constituent, el diumenge 10 de gener, l'últim dia legal per elegir president, l'Alcalde de Girona i Diputat de Junts pel Sí, Carles Puigdemont i Casamajó, va ser investit nou President de la Generalitat en la primera votació.
L'estructura de govern i els candidats a formar-ne part feia temps que s'estava negociant entre Convergència i Esquerra dins els acords de la llista conjunta sota la coalició Junts pel Sí.
Amb tot, l'elecció del president Puigdemont, que no havia format part de les negociacions prèvies, va suposar alguns canvis entre els candidats a conseller que s'havien especulat fins aquell moment.
El juliol del 2017 es van succeir, en pocs dies, diversos canvis. El primer originat pel cessament del conseller d'Empresa, Jordi Baiget, substituït pel de Cultura, Santi Vila, al qual va seguir el nomenament del nou Conseller de Cultura i, el dia 14, una remodelació més àmplia.
En el segon nivell governamental, el de secretaris generals, dos van tenir continuïtat respecte a l'anterior legislatura, Ensenyament i Interior, i altres dos, Governació i Empresa, van ser nomenats de nou per modificació de la denominació del departament. A partir de juny del 2017 hi va haver nombrosos canvis, en general relacionats amb l'evolució del procés independentista. El primer va ser la substitució del número dos del departament de Governació, investigat pel Tribunal Superior de Justícia de Catalunya (TSJC) per haver impulsat l'acord per comprar urnes. Un mes més tard, els canvis de conseller a Cultura i a Empresa van produir una permuta dels respectius secretaris generals, si bé en el cas de Cultura al cap de tan sols dues setmanes es va produir la substitució, coincidint amb el nomenament per omplir el forat a causa de la sortida de la secretària general d'Ensenyament que acabava de deixar el càrrec. El 22 de juliol el Govern cessava el secretari general de Vicepresidència per protegir-lo de la multa de 12.000 euros diaris imposada pel TC, i nomenava el nou ocupant del càrrec dos dies més tard. El 27 de juliol cessaven, abans que es fes efectiva l'aplicació de l'article 155 i a petició pròpia, els secretaris generals de Salut i de Justícia. Finalment, el Govern espanyol, en aplicació de l'esmentat article, va decretar el cessament del secretari general d'Interior, el 28 d'octubre, i de l'acabat de nomenar secretari general de Vicepresidència, el 2 de novembre. Aquests últims moviments van deixar vacants quatre dels tretze càrrecs.

### L'aplicació de l'article 155
Les mesures d'aplicació de l'article 155 de la Constitució per part del Govern espanyol contra el Govern de la Generalitat van partir d'un redactat sortit del Consell de Ministres del 21 d'octubre de 2017, lleugerament modificat pel Senat en la seva autorització perquè s'apliquessin, i es van acabar concretant en una sèrie de reials decrets anunciats per Rajoy el dia 27, i publicats en el Butlletí Oficial de l'Estat, els més significatius en la matinada del 28 d'octubre:
- 28 d'octubre de 2017
  - Decret de cessament del President de la Generalitat de Catalunya, Carles Puigdemont i Casamajó.[24]
  - Decret de cessament del Vicepresident de la Generalitat de Catalunya i dels Consellers integrants del Consell de Govern de la Generalitat de Catalunya.[25]
  - Decret pel qual es designen òrgans i autoritats encarregats d'executar les mesures dirigides al Govern i a l'Administració de la Generalitat de Catalunya: el President del Govern d'Espanya, la Vicepresidenta, el Consell de Ministres i els ministres com a titulars dels seus departaments. En annex detalla el que correspon a cada ministeri.[26]
  - Decret d'adopció de mesures diverses en relació amb l'organización de la Generalitat de Catalunya, i el cessament de diversos alts càrrecs de la Generalitat de Catalunya.[19]
- 2 de novembre de 2017
  - Segon decret d'adopció de mesures diverses en relació amb l'organización de la Generalitat de Catalunya, i el cessament de diversos alts càrrecs de la Generalitat de Catalunya.[20]

## Composició
La composició resultant en el moment de constituir-se el Govern va ser informada el 12 de gener de 2016, unes hores abans que Carles Puigdemont prengués possessió oficialment del càrrec de President de la Generalitat. Els consellers van prendre possessió de la seva cartera el dijous 14 de gener. El govern es va estructurar en 3 grans àrees:
|  |  |  |  | | | | | | |  |  | Carles Puigdemont Junts pel Sí (PDeCAT) 12 de gener de 2016 - 28 d'octubre de 2017 President de la Generalitat de Catalunya | | | | | |  |  | | | | | | |  |  |  |  |
|  |  |  |  | | | | | | |  |  | | | | | | |  |  | | | | | | |  |  |  |  |
|  |  |  |  | | | | | | |  |  | | | | | | |  |  | | | | | | |  |  |  |  |
|  |  |  |  | Oriol Junqueras Junts pel Sí (ERC) 14 de gener de 2016 - 28 d'octubre de 2017 Vicepresident de la Generalitat de Catalunya i Conseller d'Economia i Hisenda (Àrea d'Economia i Hisenda) | Oriol Junqueras Junts pel Sí (ERC) 14 de gener de 2016 - 28 d'octubre de 2017 Vicepresident de la Generalitat de Catalunya i Conseller d'Economia i Hisenda (Àrea d'Economia i Hisenda) | Oriol Junqueras Junts pel Sí (ERC) 14 de gener de 2016 - 28 d'octubre de 2017 Vicepresident de la Generalitat de Catalunya i Conseller d'Economia i Hisenda (Àrea d'Economia i Hisenda) | Oriol Junqueras Junts pel Sí (ERC) 14 de gener de 2016 - 28 d'octubre de 2017 Vicepresident de la Generalitat de Catalunya i Conseller d'Economia i Hisenda (Àrea d'Economia i Hisenda) | Oriol Junqueras Junts pel Sí (ERC) 14 de gener de 2016 - 28 d'octubre de 2017 Vicepresident de la Generalitat de Catalunya i Conseller d'Economia i Hisenda (Àrea d'Economia i Hisenda) | Oriol Junqueras Junts pel Sí (ERC) 14 de gener de 2016 - 28 d'octubre de 2017 Vicepresident de la Generalitat de Catalunya i Conseller d'Economia i Hisenda (Àrea d'Economia i Hisenda) |  |  | Neus Munté Junts pel Sí (PDeCAT) 14 de gener de 2016 - 14 de juliol de 2017 Consellera de Presidència i Portaveu (Àrea de Benestar Social) Jordi Turull Junts pel Sí (PDeCAT) 14 de juliol de 2017 - 28 d'octubre de 2017 Conseller de Presidència i Portaveu (Àrea de Benestar Social) | Neus Munté Junts pel Sí (PDeCAT) 14 de gener de 2016 - 14 de juliol de 2017 Consellera de Presidència i Portaveu (Àrea de Benestar Social) Jordi Turull Junts pel Sí (PDeCAT) 14 de juliol de 2017 - 28 d'octubre de 2017 Conseller de Presidència i Portaveu (Àrea de Benestar Social) | Neus Munté Junts pel Sí (PDeCAT) 14 de gener de 2016 - 14 de juliol de 2017 Consellera de Presidència i Portaveu (Àrea de Benestar Social) Jordi Turull Junts pel Sí (PDeCAT) 14 de juliol de 2017 - 28 d'octubre de 2017 Conseller de Presidència i Portaveu (Àrea de Benestar Social) | Neus Munté Junts pel Sí (PDeCAT) 14 de gener de 2016 - 14 de juliol de 2017 Consellera de Presidència i Portaveu (Àrea de Benestar Social) Jordi Turull Junts pel Sí (PDeCAT) 14 de juliol de 2017 - 28 d'octubre de 2017 Conseller de Presidència i Portaveu (Àrea de Benestar Social) | Neus Munté Junts pel Sí (PDeCAT) 14 de gener de 2016 - 14 de juliol de 2017 Consellera de Presidència i Portaveu (Àrea de Benestar Social) Jordi Turull Junts pel Sí (PDeCAT) 14 de juliol de 2017 - 28 d'octubre de 2017 Conseller de Presidència i Portaveu (Àrea de Benestar Social) | Neus Munté Junts pel Sí (PDeCAT) 14 de gener de 2016 - 14 de juliol de 2017 Consellera de Presidència i Portaveu (Àrea de Benestar Social) Jordi Turull Junts pel Sí (PDeCAT) 14 de juliol de 2017 - 28 d'octubre de 2017 Conseller de Presidència i Portaveu (Àrea de Benestar Social) |  |  | Raül Romeva Junts pel Sí (Independent) 14 de gener de 2016 - 28 d'octubre de 2017 Departament d'Afers i Relacions Institucionals i Exteriors i Transparència (Àrea d'Exteriors, Transparència i Relacions Institucionals) | Raül Romeva Junts pel Sí (Independent) 14 de gener de 2016 - 28 d'octubre de 2017 Departament d'Afers i Relacions Institucionals i Exteriors i Transparència (Àrea d'Exteriors, Transparència i Relacions Institucionals) | Raül Romeva Junts pel Sí (Independent) 14 de gener de 2016 - 28 d'octubre de 2017 Departament d'Afers i Relacions Institucionals i Exteriors i Transparència (Àrea d'Exteriors, Transparència i Relacions Institucionals) | Raül Romeva Junts pel Sí (Independent) 14 de gener de 2016 - 28 d'octubre de 2017 Departament d'Afers i Relacions Institucionals i Exteriors i Transparència (Àrea d'Exteriors, Transparència i Relacions Institucionals) | Raül Romeva Junts pel Sí (Independent) 14 de gener de 2016 - 28 d'octubre de 2017 Departament d'Afers i Relacions Institucionals i Exteriors i Transparència (Àrea d'Exteriors, Transparència i Relacions Institucionals) | Raül Romeva Junts pel Sí (Independent) 14 de gener de 2016 - 28 d'octubre de 2017 Departament d'Afers i Relacions Institucionals i Exteriors i Transparència (Àrea d'Exteriors, Transparència i Relacions Institucionals) |  |  |  |  |

### Consellers
Aquesta és la composició inicial del Govern el 14 de gener de 2016 i la seva evolució:
| Àrea de Govern                                             | Departament                                                              | Conseller/a               | Imatge | Coalició (Partit)          | Cronologia                                                                                                |
| ---------------------------------------------------------- | ------------------------------------------------------------------------ | ------------------------- | ------ | -------------------------- | --- |
| Àrea d'Exteriors, Transparència i Relacions Institucionals | Conseller d'Afers i Relacions Institucionals i Exteriors i Transparència | Raül Romeva i Rueda       |        | Junts pel Sí (Independent) | 14 de gener de 2016 - 27 d'octubre de 2017                                                                |
| Àrea d'Exteriors, Transparència i Relacions Institucionals | Consellera de Governació, Administració Pública i Habitatge              | Meritxell Borràs i Solé   |        | Junts pel Sí (PDeCAT)      | 14 de gener de 2016 - 27 d'octubre de 2017                                                                |
| Àrea d'Exteriors, Transparència i Relacions Institucionals | Conseller d'Interior                                                     | Jordi Jané i Guasch       |        | Junts pel Sí (PDeCAT)      | 14 de gener de 2016 - 14 de juliol de 2017                                                                |
| Àrea d'Exteriors, Transparència i Relacions Institucionals | Conseller d'Interior                                                     | Joaquim Forn i Chiariello |        | Junts pel Sí (PDeCAT)      | 14 de juliol de 2017 - 27 d'octubre de 2017                                                               |
| Àrea d'Exteriors, Transparència i Relacions Institucionals | Conseller de Justícia                                                    | Carles Mundó i Blanch     |        | Junts pel Sí (ERC)         | 14 de gener de 2016 - 27 d'octubre de 2017                                                                |
| Àrea d'Economia i Hisenda                                  | Conseller d'Economia i Hisenda                                           | Oriol Junqueras i Vies    |        | Junts pel Sí (ERC)         | 14 de gener de 2016 - 27 d'octubre de 2017                                                                |
| Àrea d'Economia i Hisenda                                  | Conseller d'Empresa i Coneixement                                        | Jordi Baiget i Cantons    |        | Junts pel Sí (PDeCAT)      | 14 de gener de 2016 - 4 de juliol de 2017                                                                 |
| Àrea d'Economia i Hisenda                                  | Conseller d'Empresa i Coneixement                                        | Santi Vila i Vicente      |        | Junts pel Sí (PDeCAT)      | 4 de juliol de 2017 - 27 d'octubre de 2017                                                                |
| Àrea d'Economia i Hisenda                                  | Conseller d'Empresa i Coneixement                                        | Josep Rull i Andreu       |        | Junts pel Sí (PDeCAT)      | 27 d'octubre de 2017 (encàrrec del despatx ordinari dels assumptes i les funcions) - 27 d'octubre de 2017 |
| Àrea d'Economia i Hisenda                                  | Consellera de Treball, Afers Socials i Família                           | Dolors Bassa i Coll       |        | Junts pel Sí (ERC)         | 14 de gener de 2016 - 27 d'octubre de 2017                                                                |
| Àrea d'Economia i Hisenda                                  | Conseller de Territori i Sostenibilitat                                  | Josep Rull i Andreu       |        | Junts pel Sí (PDeCAT)      | 14 de gener de 2016 - 27 d'octubre de 2017                                                                |
| Àrea d'Economia i Hisenda                                  | Consellera d'Agricultura, Ramaderia, Pesca i Alimentació                 | Meritxell Serret i Aleu   |        | Junts pel Sí (ERC)         | 14 de gener de 2016 - 27 d'octubre de 2017                                                                |
| Àrea de Benestar Social                                    | Conselleria de Presidència i Portaveu del Govern                         | Neus Munté i Fernández    |        | Junts pel Sí (PDeCAT)      | 14 de gener de 2016 - 14 de juliol de 2017                                                                |
| Àrea de Benestar Social                                    | Conselleria de Presidència i Portaveu del Govern                         | Jordi Turull i Negre      |        | Junts pel Sí (PDeCAT)      | 14 de juliol de 2017 - 27 d'octubre de 2017                                                               |
| Àrea de Benestar Social                                    | Conseller de Salut                                                       | Antoni Comín i Oliveres   |        | Junts pel Sí (Independent) | 14 de gener de 2016 - 27 d'octubre de 2017                                                                |
| Àrea de Benestar Social                                    | Conseller de Cultura                                                     | Santi Vila i Vicente      |        | Junts pel Sí (PDeCAT)      | 14 de gener de 2016 - 5 de juliol de 2017                                                                 |
| Àrea de Benestar Social                                    | Conseller de Cultura                                                     | Lluís Puig i Gordi        |        | Junts pel Sí (PDeCAT)      | 5 de juliol de 2017 - 27 d'octubre de 2017                                                                |
| Àrea de Benestar Social                                    | Consellera d'Ensenyament                                                 | Meritxell Ruiz i Isern    |        | Junts pel Sí (PDeCAT)      | 14 de gener de 2016 - 14 de juliol de 2017                                                                |
| Àrea de Benestar Social                                    | Consellera d'Ensenyament                                                 | Clara Ponsatí i Obiols    |        | Junts pel Sí (Independent) | 14 de juliol de 2017 - 27 d'octubre de 2017                                                               |

### Secretaris Generals
Els números dos dels respectius departament han estat:
| Departament                                                                | Càrrec                                                                           | Secretari General             | Cronologia                                     |
| -------------------------------------------------------------------------- | -------------------------------------------------------------------------------- | ----------------------------- | ---------------------------------------------- |
| Departament de Presidència                                                 | Secretari General de Presidència                                                 | Joaquim Nin i Borredà         | 14 de gener de 2016 -                          |
| Vicepresidència i Departament d'Economia i Hisenda                         | Secretari General del Departament de la Vicepresidència i d'Economia i Hisenda   | Josep Maria Jové i Lladó      | 14 de gener de 2016 - 22 de setembre de 2017,  |
| Vicepresidència i Departament d'Economia i Hisenda                         | Secretari General del Departament de la Vicepresidència i d'Economia i Hisenda   | Lluís Juncà Pujol             | 24 de setembre de 2017 - 2 de novembre de 2017 |
| Departament d'Afers i Relacions Institucionals i Exteriors i Transparència | Secretari General d'Afers i Relacions Institucionals i Exteriors i Transparència | Aleix Villatoro i Oliver      | 14 de gener de 2016 -                          |
| Departament de Governació, Administracions Públiques i Habitatge           | Secretari General de Governació, Administracions Públiques i Habitatge           | Francesc Esteve i Balagué     | 14 de gener de 2016 - 27 d'octubre de 2017.    |
| Departament de Governació, Administracions Públiques i Habitatge           | Secretari General de Governació, Administracions Públiques i Habitatge           | Meritxell Masó i Carbó        | 27 d'octubre de 2017 -                         |
| Departament d'Ensenyament                                                  | Secretària General d'Ensenyament                                                 | Maria Jesús Mier i Albert     | 29 de desembre de 2010 - 25 de juliol de 2017  |
| Departament d'Ensenyament                                                  | Secretària General d'Ensenyament                                                 | Lluís Baulenas i Cases        | 25 de juliol de 2017 -                         |
| Departament de Salut                                                       | Secretari General de Salut                                                       | Albert Serra i Martín         | 14 de gener de 2016 - 27 d'octubre de 2017     |
| Departament d'Interior                                                     | Secretari General d'Interior                                                     | Cèsar Puig i Casañas          | 30 de juny de 2015 - 28 d'octubre de 2017      |
| Departament de Territori i Sostenibilitat                                  | Secretari General de Territori i Sostenibilitat                                  | Ferran Falcó i Isern          | 14 de gener de 2016 -                          |
| Departament de Cultura                                                     | Secretari General de Cultura                                                     | Pau Villòria i Sistach        | 14 de gener de 2016 - 11 de juliol de 2017     |
| Departament de Cultura                                                     | Secretari General de Cultura                                                     | Xavier Gibert i Espier        | 11 de juliol de 2017 - 25 de juliol de 2017    |
| Departament de Cultura                                                     | Secretari General de Cultura                                                     | Maria Dolors Portús i Vinyeta | 25 de juliol de 2017 -                         |
| Departament de Justícia                                                    | Secretari General de Justícia                                                    | Adrià Comella i Carnicé       | 14 de gener de 2016 - 27 d'octubre de 2017     |
| Departament de Treball, Afers Socials i Famílies                           | Secretari General de Treball, Afers Socials i Famílies                           | Josep Ginesta i Vicente       | 14 de gener de 2016 -                          |
| Departament d'Empresa i Coneixement                                        | Secretari General d'Empresa i Coneixement                                        | Xavier Gibert i Espier        | 14 de gener de 2016 - 11 de juliol de 2017     |
| Departament d'Empresa i Coneixement                                        | Secretari General d'Empresa i Coneixement                                        | Pau Villòria i Sistach        | 11 de juliol de 2017 -                         |
| Departament d'Agricultura, Ramaderia, Pesca i Alimentació                  | Secretari General d'Agricultura, Ramaderia, Pesca i Alimentació                  | David Mascort i Subiranas     | 14 de gener de 2016 -                          |

### Secretari del Govern
| Secretari del Govern      | Coalició (Partit)     | Cronologia                                 |
| ------------------------- | --------------------- | ------------------------------------------ |
| Joan Vidal de Ciurana     | Junts pel Sí (PDeCAT) | 14 de gener de 2016 - 14 de juliol de 2017 |
| Víctor Cullell i Comellas | Junts pel Sí (PDeCAT) | 18 de juliol de 2017 -                     |